# Martina Schattkowsky
Martina Schattkowsky (* 17. Juli 1953 in Cunersdorf) ist eine deutsche Historikerin.

## Leben
Martina Schattkowsky absolvierte zwischen 1972 und 1977 ein Studium der Geschichte und der Germanistik an der Universität Rostock, das sie mit dem akademischen Grad einer Diplom-Historikerin abschloss. Anschließend war sie bis 1991 als wissenschaftliche Mitarbeiterin am Institut für Wirtschaftsgeschichte der Akademie der Wissenschaften der DDR tätig. Währenddessen wurde sie 1983 mit der Schrift Das Zisterzienserkloster Altzella (1162–1540). Studien zur Organisation und Verwaltung klösterlichen Grundbesitzes promoviert. Von 1992 bis 1998 arbeitete Schattkowsky als wissenschaftliche Mitarbeiterin in der Max-Planck-Arbeitsgruppe „Ostelbische Gutsherrschaft als sozialhistorisches Phänomen“ an der Universität Potsdam. Dort habilitierte sie sich 2001 mit der Schrift Zwischen Rittergut, Residenz und Reich. Die Lebenswelt des kursächsischen Landadligen Christoph von Loß auf Schleinitz (1574–1620).
Von 1999 bis zu ihrem Eintritt in den Ruhestand 2019 war Schattkowsky mit der Leitung des Bereichs Geschichte am Institut für Sächsische Geschichte und Volkskunde e. V. (ISGV) in Dresden betraut. Daneben lehrt sie seit 2002 als Privatdozentin am Institut für Geschichte der Technischen Universität Dresden, wo sie im Dezember 2008 zur außerplanmäßigen Professorin ernannt wurde.

## Forschungstätigkeit
In ihren Forschungen beschäftigt sich Schattkowsky hauptsächlich mit der Sächsischen Landesgeschichte, der Geschichte der ländlichen Gesellschaft und des Adels in der Frühen Neuzeit sowie mit der Wirtschaftsgeschichte der Zisterzienser.
Sie war wissenschaftliche Leiterin des Langzeitprojekts Sächsische Biografie.

## Schriften (Auswahl)
Monografien
- Das Zisterzienserkloster Altzella 1162–1540. Studien zur Organisation und Verwaltung des klösterlichen Grundbesitzes. Sankt-Benno-Verlag, Leipzig 1985 [Diss., Ost-Berlin 1983] (= Studien zur katholischen Bistums- und Klostergeschichte. Band 27).
- Zwischen Rittergut, Residenz und Reich. Die Lebenswelt des kursächsischen Landadligen Christoph von Loß auf Schleinitz (1574–1620). Leipziger Universitätsverlag, Leipzig 2007, ISBN 3-936522-81-2 [Habil.-schrift, Potsdam 1999] (= Schriften zur sächsischen Geschichte und Volkskunde. Band 20).

Herausgeberschaften
- Dresdner Bibliothekarinnen und Bibliothekare, hrsg. von Martina Schattkowsky, Konstantin Hermann und Roman Rabe, Leipzig, Leipziger Univ.-Verl., 2014 (Sächsische Biografie), ISBN 978-3-86583-908-4.
- Dresdner Maiaufstand und Reichsverfassungskampagne 1849. Revolutionäres Nachbeben oder demokratische politische Kultur? Leipziger Universitätsverlag, Leipzig 2002, ISBN 3-934565-16-6 (= Schriften zur sächsischen Landesgeschichte. Band 1).
- gemeinsam mit André Thieme: Altzelle. Zisterzienserabtei in Mitteldeutschland und Hauskloster der Wettiner. Leipziger Universitätsverlag, Leipzig 2002, ISBN 3-935693-55-9 (= Schriften zur sächsischen Landesgeschichte. Band 3).
- gemeinsam mit Heinrich Kaak: Herrschaft. Machtentfaltung über adligen und fürstlichen Grundbesitz in der Frühen Neuzeit. Böhlau Verlag, Köln/Weimar/Wien 2003, ISBN 3-412-05701-0 (= Potsdamer Studien zur Geschichte der ländlichen Gesellschaft. Band 4).
- Witwenschaft in der Frühen Neuzeit. Fürstliche und adlige Witwen zwischen Fremd- und Selbstbestimmung.  Leipziger Universitätsverlag, Leipzig 2003, ISBN 3-936522-79-0 (= Schriften zur sächsischen Geschichte und Volkskunde. Band 6).
- gemeinsam mit Winfried Müller: Zwischen Tradition und Modernität. König Johann von Sachsen 1801–1873. Leipziger Universitätsverlag, Leipzig 2004, ISBN 3-936522-86-3 (= Schriften zur sächsischen Geschichte und Volkskunde. Band 8).
- Die Familie von Bünau. Adelsherrschaften in Sachsen und Böhmen vom Mittelalter bis zur Neuzeit. Leipziger Universitätsverlag, Leipzig 2008, ISBN 3-86583-235-0 (= Schriften zur sächsischen Geschichte und Volkskunde. Band 27).
- gemeinsam mit Tom Graber: Die Zisterzienser und ihre Bibliotheken. Buchbesitz und Schriftgebrauch des Klosters Altzelle im europäischen Vergleich. Leipziger Universitätsverlag, Leipzig 2009, ISBN 3-86583-325-X (= Schriften zur sächsischen Geschichte und Volkskunde. Band 28).
- gemeinsam mit Manfred Wilde: Sachsen und seine Sekundogenituren. Die Nebenlinien Weißenfels, Merseburg und Zeitz (1657–1746). Leipziger Universitätsverlag, Leipzig 2010, ISBN 3-86583-432-9 (= Schriften zur sächsischen Geschichte und Volkskunde. Band 33).
- Erzgebirge. Edition Leipzig, Leipzig 2010, ISBN 3-361-00645-7 (= Kulturlandschaften Sachsens. Band 3).
- Das Erzgebirge im 16. Jahrhundert. Gestaltwandel einer Kulturlandschaft im Reformationszeitalter. Leipziger Universitätsverlag, Leipzig 2013, ISBN 978-3-86583-737-0 (= Schriften zur sächsischen Geschichte und Volkskunde. Band 44).